# Königshain-Wiederau
Königshain-Wiederau es un municipio situado en el distrito de Sajonia Central, en el estado federado de Sajonia (Alemania), a una altitud de 300 metros. Su población a finales de 2016 era de unos 2600 habitantes y su densidad poblacional, 86 hab/km².